# Dune (album Dune)
Dune – pierwszy album zespołu muzycznego Dune wydany w 1995 roku.

## Lista utworów
1. „In The Beginning...” – 0:49
2. „Hardcore Vibes” – 3:33
3. „Just Another Dream” – 4:08
4. „Future Is Now” – 4:57
5. „Final Dream” – 4:25
6. „The Spice” – 4:34
7. „Are You Ready To Fly” – 3:32
8. „Can’t Stop Raving” – 4:23
9. „Up!” – 4:29
10. „Generation Love” – 4:56
11. „Positiv Energy” – 4:17
12. „Make Sense” – 5:10
13. „...In The End” – 10:58